# Тяжёлая атлетика на летних Олимпийских играх 1896
Соревнования по тяжёлой атлетике на I летних Олимпийских играх проходили 7 апреля. В них приняло участие 7 спортсменов из 5 стран, которые соревновались в двух дисциплинах. Этими дисциплинами были толчок одной и двумя руками, причём в этих соревнованиях не было разделения на весовые категории.

## Медали

### Общий медальный зачёт
(Жирным выделено самое большое количество медалей в своей категории; принимающая страна также выделена)
| Общее количество медалей |                |        |         |        |       |
| Место                    | Страна         | Золото | Серебро | Бронза | Всего |
| 1                        | Великобритания | 1      | 1       | 0      | 2     |
| 1                        | Дания          | 1      | 1       | 0      | 2     |
| 3                        | Греция         | 0      | 0       | 2      | 2     |

### Медалисты
| Дисциплина          | Золото                          | Серебро                         | Бронза                         |
| Толчок двумя руками | Вигго Йенсен Дания              | Ланчестон Эллиот Великобритания | Сотириос Версис Греция         |
| Толчок одной рукой  | Ланчестон Эллиот Великобритания | Вигго Йенсен Дания              | Александрос Николопулос Греция |

## Страны
В соревнованиях приняло участие семь спортсменов из пяти стран:
- Великобритания (1)
- Венгрия (1)
- Германия (1)
- Греция (3)
- Дания (1)